# هیده‌یو آماموتو
هیده‌یو آماموتو (به ژاپنی: 天本 英世 Amamoto Hideyo)، ایسی آماموتو، یک بازیگر ژاپنی پرکار متولد کیتاکیوشو، فوکوئوکا بود.